# Pescennina
Pescennina là một chi nhện trong họ Oonopidae.